# Карл Маннгайм
Карл Маннгайм (нім. Karl Mannheim, угор. Mannheim Károly; 27 березня 1893, Будапешт — 9 січня 1947, Лондон) — німецький та британський філософ, один із засновників соціології знання. Найбільш відомі праці «Ідеологія та утопія», «Діагноз нашого часу».

## Філософські й соціологічні погляди
За Маннгаймом, завдання соціології знання полягає в аналізі соціально-історичної обумовленості мислення — як теоретичного, так і повсякденного — та в розробці вчення про «позатеоретичні умови знання». Аналізуючи марксистське поняття ідеології, він вирізняє в ньому два відмінних значення: «часткова» ідеологія виявляється там, де наявне більш-менш усвідомлене перекручування фактів, продиктоване соціальними інтересами суб'єкта; «тотальна» ідеологія відображає своєрідність усієї структури свідомості цілої соціальної групи, класу або навіть епохи.
З точки зору Маннгайма, існують два типи колективних уявлень: власне ідеології — мислення панівних соціальних груп, і утопії — мислення пригноблених верств. За допомогою цих понять Маннгайм намагається показати динаміку у сфері ідей, а головне — зробити соціологію знання науковим фундаментом політики і політичної освіти, формуючи таким чином міцніші основи для демократії.
Щодо досяжності наукової істини Маннгайм дотримується так званого «реляціонізму», за яким знання завжди відносне, тому що може бути сформульоване лише у співвіднесенні з певною соціально-історичної позицією.
Ідеї Маннгайма мали великий вплив на соціологічну думку Заходу. Хоча він не мав безпосередніх учнів-продовжувачів, беззастережно було прийнято його соціологічну методологію. Конкретні історично-соціологічні дослідження Маннгайма визнано класичними. Маннгайм до певної міри є предтечею «соціологічного повороту» у філософії науки, хоча він і не поширює свої висновки на сферу природничо-наукового знання.

## Вибрані праці
- Mannheim, K. Die Strukturanalyse der Erkenntnistheorie. Berlin 1922
- Mannheim, K. ([1925] 1986) Conservatism. A Contribution to the Sociology of Knowledge. London: Routledge & Kegan Paul.
- Mannheim, K. Ideologie und Utopie. Bonn, 1929
- Mannheim, K. Sociology as Political Education. New Brunswick, NJ. Transaction, 1930; 2001
- Mannheim, K. Mensch und Gesellschaft im Zeitalter des Umbaus. Leiden, 1935
- Mannheim, K. Diagnosis of our Time. London 1943
- Mannheim, K. Freedom, Power and Democratic Planning. London 1951
- Mannheim, K. (1971. 1993) From Karl Mannheim. New Brunswick, NJ. Transaction.
- Карл Мангайм. Ідеологія та утопія. Пер. з нім. Володимир Швед [Архівовано 14 грудня 2017 у Wayback Machine.]. — Дух і літера, К., 2008. — 370 с. ISBN 978-966-378-072-6
- Карл Манхейм. Ідеологія та утопія [Архівовано 14 грудня 2017 у Wayback Machine.] (уривки) / Друкується за: К. Манхейм. Диагноз нашего времени. — М.: Юрист, 1994. — С. 95–260. // Історія політичної думки XX-ХХІ століть у першоджерелах [Архівовано 14 грудня 2017 у Wayback Machine.]. https://chmnu.edu.ua/kolisnichenko-anatolij-ivanovich/ [Архівовано 14 грудня 2017 у Wayback Machine.], https://chmnu.edu.ua/shkirchak-sergij-ivanovich/ [Архівовано 14 грудня 2017 у Wayback Machine.]. — Миколаїв: Вид-во ЧДУ ім. Петра Могили, 2011. — Том 1. стор. 64-73 [Архівовано 14 грудня 2017 у Wayback Machine.]